# Van Air Europe
Van Air Europe (eigentlich VAN AIR Europe, a.s.) ist eine tschechische Fluggesellschaft mit Sitz und Basis auf den Flughafen Brünn.

## Geschichte
Van Air Europe wurde 2004 gegründet und hat für Citywing Flugzeuge betrieben.

## Flotte
Mit Stand Juli 2022 besteht die Flotte der Van Air Europe aus vier Flugzeugen:
| Flugzeugtyp | Anzahl | bestellt | Anmerkungen | Sitzplätze |
| ----------- | ------ | -------- | ----------- | ---------- |
| Let L-410   | 4      |          |             | 19         |
| Gesamt      | 4      |          |             |            |